# Carex superata
Carex superata là một loài thực vật có hoa trong họ Cói. Loài này được Naczi, Reznicek & B.A.Ford mô tả khoa học đầu tiên năm 1998.